# (11337) Sandro
(11337) Sandro est un astéroïde de la ceinture principale.

## Description
(11337) Sandro est un astéroïde de la ceinture principale. Il fut découvert le 10 août 1996 à Montelupo par Maura Tombelli et Giuseppe Forti. Il présente une orbite caractérisée par un demi-grand axe de 2,28 UA, une excentricité de 0,15 et une inclinaison de 3,3° par rapport à l'écliptique.

## Compléments